# Lophoglutus physoscelus
Lophoglutus physoscelus là một loài tò vò trong họ Ichneumonidae.